# Dominikánský klášter (Olomouc)
Bývalý dominikánský klášter v Olomouci s kostelem sv. Michala se nachází v historickém jádru města a je jednou z dominant Olomouce. Vznikl již na počátku 13. století a byl několik století postupně dostavován a dále i rekonstruován po několika ničivých požárech. V 18. století byl klášter zrušen a dominikáni se přemístili do bývalého kláštera Františkánů. Později byl bývalý klášter využíván pedagogickou fakultou a poté navrácen arcibiskupskému semináři.  
Areál bývalého kláštera s kostelem svatého Michala  je od roku 1958 na seznamu  kulturních památek České republiky. 

## Historie

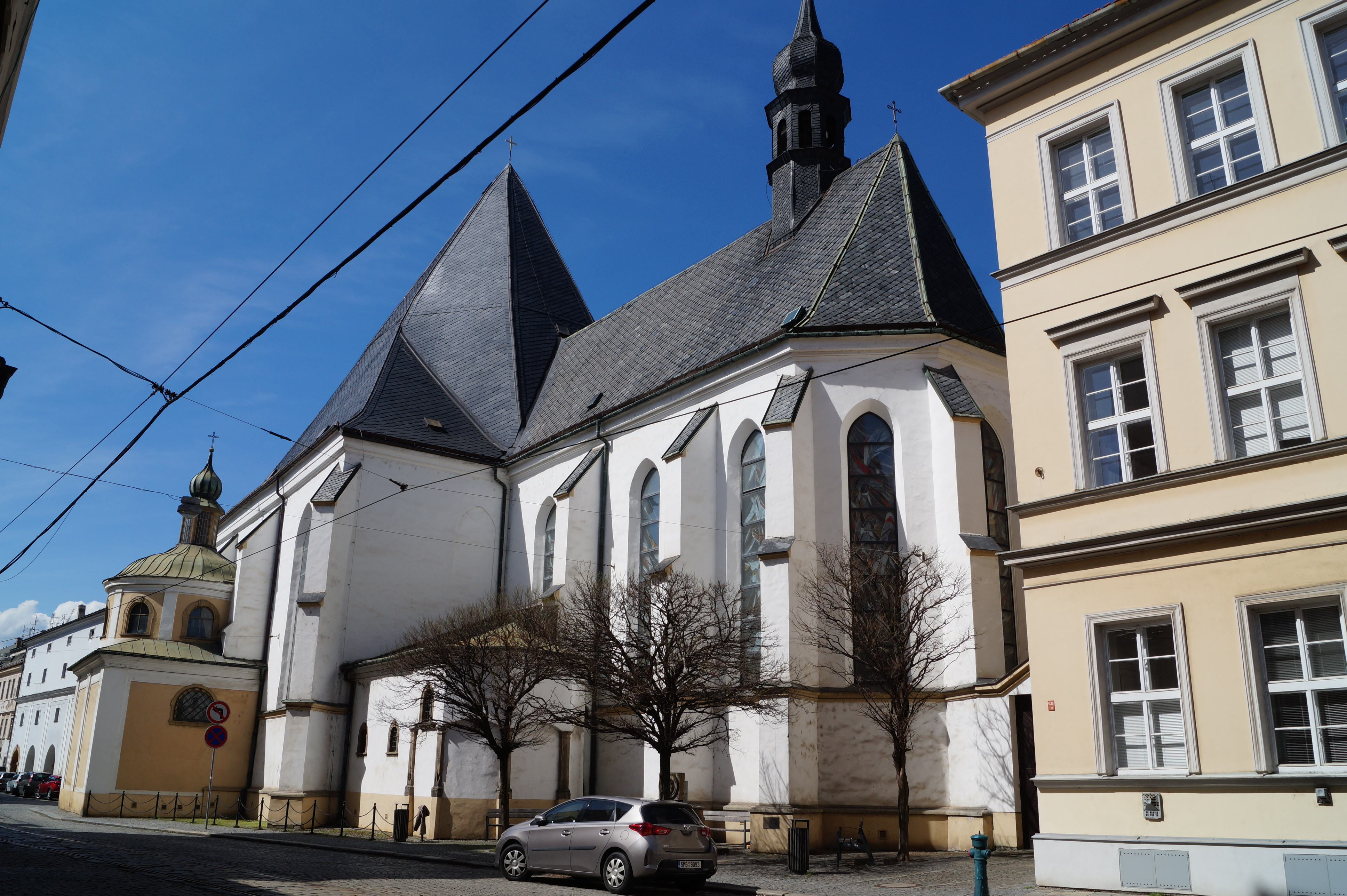
Současné sídlo dominikánů - bývalý kostel františkánů

Přítomnost dominikánů v Olomouci je doložena již začátkem 40. let 13. století. Tradicí je přenášena informace, že byl konvent založen sv. Hyacintem. Z kritického rozboru konfirmační listiny Přemysla Otakara II. z roku 1255 se soudí, že dominikáni byli v Olomouci usazeni již v letech 1239-1240.
Areál kláštera byl založen v jihovýchodní části města nad městskými tržišti a městskou hradbou koncem 30. let 13. století. Nejstarší užívanou budovou v klášteře byla kaple sv. Michala, která byla dominikánům darována spolu s pozemkem Václavem I. Její poloha ani podoba ale nejsou známy. Průzkum odhalil základové zdivo z lomeného kamene, které je zřejmě pozůstatkem nejstaršího konventního kostela. Také se zde zřejmě nejpozději v 2. polovině 12. století stála románská svatyně. Z klášterních staveb 13. století se kromě zmiňované obvodové zdi zachovaly pouze fragmenty – klenby v barokní sakristii, okno a část portálu kapitulní síně.
V první polovině 13.  století byly započaty první fáze výstavby. Ty ovšem na konci 14. století přerušily dva požáry. Chod kláštera byl postižen bouřlivými léty 1619-1620, kdy byli dominikáni nuceni klášter několikrát opustit. Klášter byl také vyrabován a byla zničena knihovna. V první polovině 14. století byl klášter zasažen morem, kdy zemřeli všichni bratří a správu kostela převzal dočasně magistrát. V průběhu 14. a 15. století byl klášter dále rozšiřován a byla postavena zvonice.
V 17. století byl klášter barokně přestavěn. Obnova byla financována z milodarů a rovněž se podílelo město, hradní opat a panovník. Obnovu kláštera však narušilo obléhání Prusy v roce 1758, kdy byl klášter poškozen. V době opětného rozkvětu vyšel 26. července 1784 dvorní dekret, jímž byl klášter zrušen. Kostel se stal farním a bratři byli přestěhováni do bývalého kláštera františkánů, kde sídlí dodnes. Po zrušení kláštera jeho část s kostelem připadla nově zřízené faře přenesené z Předhradí a část arcibiskupskému kněžskému semináři. 
Arcibiskupský seminář byl zrušen na příkaz komunistické vlády v roce 1950 a budovy postupně přešly pod správu Univerzity Palackého. Po změně režimu v roce 1989 byl kostel i přilehlé budovy vráceny církvi. Arcibiskupský kněžský seminář byl opět otevřen v roce 1990. V rámci Programu záchrany architektonického dědictví bylo v letech 1995-1996 na opravu památky čerpáno 7 000 000 Kč. Jednotlivé budovy semináře (Leopoldinum, Domeček, Salesianum) byly  postupně uzavřeny a upraveny na koleje pro vysokoškolské studenty. Od září roku 2021 funguje seminář pouze v nejstarší části areálu, která sousedí s kostelem sv. Michala (tzv. Marianum - přestavěná část dominikánského kláštera z roku 1790).

## Stavební vývoj
První fáze stavby byla zřejmě spojená se stavbou obytných částí konventů. Klášterní kostel byl položen na nejvyšší místo návrší a jeho podélná osa byla otočena k jihu. Kostel byl částečně klenutý s pravoúhle uzavřeným presbytářem. Průčelí kostela bylo orientováno do náměstí. Klášterní budovy byly vystavěny na jeho jižní straně a byly budovány po etapách. Použity byly materiály jako nízká cihla a lomený kámen, které se používala i v dalších fázích výstavby. Dále se využíval spongilit na zdobné části architektury. V další fázi výstavby v průběhu 13. století následovala postupná přestavba kostela na trojlodní baziliku a následovalo zaklenutí jižní lodi a vybudování vstupu do kapitulní síně s obloukovým portálem. Ke konci 13. století byl kostel zvýšen a zaklenut kamennou klenbou. V roce 1393 vypukl v Olomouci požár, kterému podlehlo celé město včetně kláštera. Obnovu podpořily, jak papežské odpustky z let 1400 a 1401, tak samotné město. Naneštěstí byl areál v roku 1404 zachvácen novým požárem a dominikáni byli nuceni započít další opravy financované z darů a nadací.

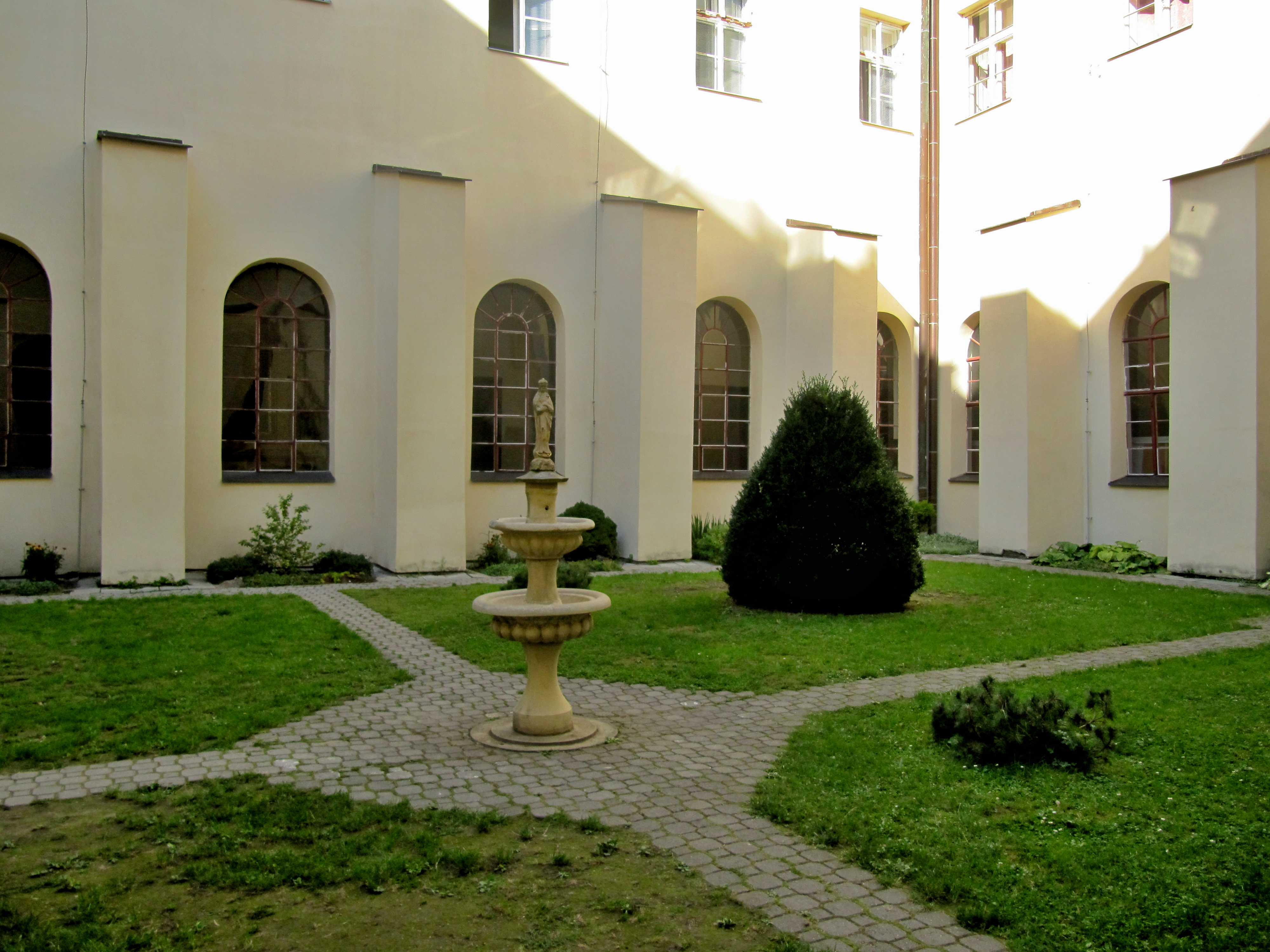
Kostel sv. Michala - rajský dvůr

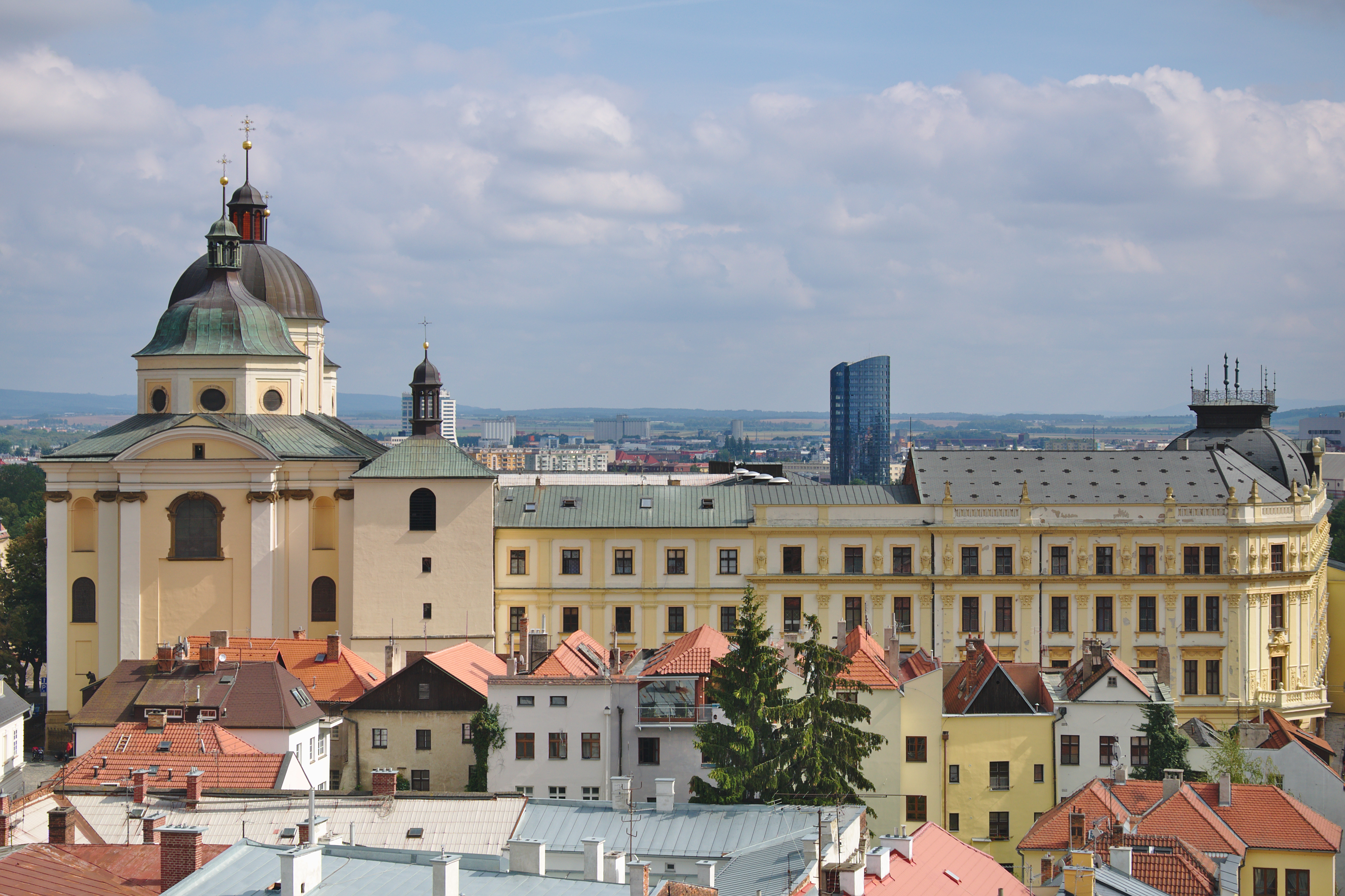
Kostel sv. Michala a dominikánský klášter

V první polovině 14. století byly stavební úpravy přerušeny, a to pravděpodobně z důvodu moru. V 80. letech byla založena kaple Panny Marie, po roce 1740 nazývána Alexiova, založená zřejmě roku 1380. Krátce předtím bylo zahájeno i budování severního a východního křídla ambitu a v následujícím desetiletí bylo vystavěno i jeho jižní a západní křídlo. Další budování kláštera podpořily v roce 1473 odpustky papežského legáta Marka. Klášterní stavby byly obnovovány po požárech 1398, 1404, 1492. Fragmenty pozdně gotických maleb jsou zachovány ve východním křídle ambitu.
Na počátku 15. století byl kostel sv. Michala rozšířen a bylo zaklenuto zbývající jižní a západní křídlo. V roce 1482 byla vybudována zvonice, které je do výšky prvního patra postavena z lomeného kamene a dále dostavěna z cihel, základy věže ovšem spadají již do staršího období, pravděpodobně se jedná o zbytky bývalého hradu. V současnosti je ze středověkého souboru zachován ambit s kaplí svatého Alexia. 
Špatný stavební stav kláštera na začátku 17. století dovršila devastace za švédské okupace. Proto byl klášter koncem 17. století a začátkem 18. století přestavěn. Barokní přestavba kostela sv. Michala probíhající v letech 1673 až 1699 započala za podpory bohatých mecenášů a také rozsáhlých sbírek. Autorem projektu byl G. P. Tencalla. Původní gotická stavba byla zvýšena na západě a na východě prodloužena. Halový prostor kostela byl zaklenut třemi kopulemi a pod kostelem vznikly krypty. Díky tomuto prvku se stal kostel jednou z nejzajímavější stavbou z tohoto období v Evropě a trojkopulové zakončení má v Evropě jen velmi málo obdob. K vysvěcení došlo v roce 1707 avšak po dvou letech kostel vyhořel a došlo tak k další přestavbě. Současně s kostelem byl vybudován nový konvent a vznikl uzavřený areál.
Koncem 30. let 19. století byla realizována přestavba a rozšíření kněžského semináře podle návrhu architekta Antonína Archeho. K budově semináře byl přistavěn klasicistní portikus se čtrnácti toskánskými sloupy a schodištěm. K jižnímu křídlu v klášterní zahradě byla přistavěna nová budova v neoklasicistním stylu. Ze starého dominikánského kláštera zůstala jen dolní klenutá chodba, schodiště a vnější zdivo. Během rekonstrukce vzniklo první a druhé poschodí, čímž se výrazným způsobem zvýšila ubytovací kapacita budovy. 
Areál kláštera se dále opravoval v průběhu 19. a 20. století. V letech 1910–1911 byla vybudována nová budova kněžského semináře podle projektu Jaroslava Kováře st., která byla nazvána Salesianum. Arcibiskup Leopold Prečan nechal ve třicátých letech postavit v bývalé klášterní zahradě třetí budovu semináře, která po něm nese název Leopoldinum. V budově Salesiana  v roce 1932 vznikla  velká seminární kaple sv. Cyrila a Metoděje.   

## Popis
Třípatrová budova s klasicistní kolonádou s dvojicemi toskánských sloupů stojí na Žerotínově náměstí. Vsazené pamětní desky připomínají zásluhy arcibiskupa Maxmiliána Someraua-Becka na přestavbě semináře v roce 1851. Vstup ze skoseného nároží tvoří portikus s balkonem na dvou sloupech. V interiéru se nachází moderně upravená kaple sv. Jana Sarkandra s dřevořezbou ukřižovaného Ježíše Krista, kterou vytvořil J.A.Heinz roku 1733. Autorem velké barevné vitráže z roku 2002  je Marek Trizuljak. Kapli sv. Cyrila a Metoděje se štukovým stropem ve 2. patře budovy Salesiana vyzdobil Jano Köhler velkou mozaikou s postavami obou patronů na čelní stěně.